# Wired for Management
Wired for Management (WFM чи WfM) — термін, введений корпорацією Intel для позначення набору стандартів управління апаратним забезпеченням. Протоколи WFM служать для обміну інформацією, котра містить дані про конфігурацію комп'ютера, сигнали управління живленням та віддаленим завантаженням, між програмним забезпеченням управління мережами та персональними комп'ютерами.
WFM дозволяє управляти новими комп'ютерами, не оснащеними ПЗ, і отримувати доступ до їх жорстких дисків, наприклад для копіювання на них ПЗ.
WFM включає в себе стандарт Preboot Execution Environment (PXE) та стандарт Wake-on-LAN (WOL).
В теперішній час WFM замінений стандартом Intelligent Platform Management Interface.